# 凉水国家级自然保护区
凉水国家级自然保护区位于中国黑龙江省伊春市，小兴安岭南部达里带岭支脉东坡，为低山丘陵地貌，属大陆性夏雨季风气候, 春、夏多西南风, 秋、冬多西北风。海拔280–707米。面积12,133公顷，平均海拔400米。